# Friedrich IV. zu Castell
Friedrich IV. Graf und Herr zu Castell (auch Friedrich IX.; * ca. 1435; † 12. Januar 1498) war von 1479 bis zu seinem Tod Herrscher der Grafschaft Castell.

## Die Grafschaft vor Friedrich IV.
Nachdem im 13. Jahrhundert viele Rechte und Güter der Grafschaft Castell verloren worden waren, sorgten die Grafen im 14. Jahrhundert dafür, die verbliebenen Besitzungen wieder zu festigen und erwarben vermehrt Rechte. Wilhelm II., der Vater von Graf Friedrich IV. veräußerte dann die gesammelten Rechte, da die Grafschaft während seiner Herrschaft rapide verschuldete. Höhepunkt war die Abgabe der Grafschaft Castell als Mannlehen an Bischof Johann von Würzburg.

## Leben
Friedrich wurde um die Jahrhundertmitte des 15. Jahrhunderts als Sohn von Wilhelm II. zu Castell und dessen Frau Anna von Helfenstein geboren. Erstmals genannt wurde der Graf im Jahr 1453. Er war anfänglich Domherr in Straßburg, trat aber, nachdem sein Bruder Leonhard bei der Jagd tödlich verunglückt war, wieder in den weltlichen Stand. Nach seinem Tod traten seine vier Söhne die gräfliche Herrschaft an. Friedrich starb im Jahr 1498 und wurde in der Klosterkirche in Birklingen bestattet.

## Ehe und Nachkommen
Friedrich IV. ehelichte im Jahr 1464 Elisabeth von Reitzenstein. Mit ihr hatte er insgesamt zehn Kinder. Ausführliche Erwähnung fanden nur vier in den Quellen, weil sie die Regierung der Grafschaft übernahmen.
- Agnes (* 21. Januar 1466; 26. Dezember 1506 in Essleben)
- Georg (* 28. März 1467; † 1506)
- Johann (* 14. Juni 1468; † 1528)
- Albrecht (* 31. Mai 1469)
- Ursula (* 25. Mai 1472; † 1527)
- Amelie (* 16. Mai 1475)
- Friedrich (* 30. September 1477; † 1500)
- Veronika (* 2. November 1478; † um 1498)
- Johann Ernst (* 25. März 1480)
- Wolfgang (* 14. März 1482; † 5. Juli 1546)[3]